# Kurse
Kurse, il cui vero nome è Algrim il Forte (Algrim the Strong), in seguito Valgoth, è un personaggio dei fumetti creato da Walt Simonson (testi e disegni) pubblicato dalla Marvel Comics. La sua prima apparizione avviene in Thor (vol. 1) n. 347 (settembre 1984).
Abilissimo guerriero degli Elfi Oscuri un tempo fedele a Malekith il Maledetto, dopo essere stato tradito da quest'ultimo e sacrificato nel tentativo di uccidere Thor, Algrim viene resuscitato dall'Arcano venendo trasformato in Kurse, essere inarrestabile e inizialmente mosso unicamente dalla sete di vendetta verso Malekith ma, successivamente, divenuto alleato del regno di Asgard.

## Biografia del personaggio

### Origini
Nato a Svartalfheim, Algrim diviene il migliore guerriero del regno, tanto che gli altri Elfi Oscuri lo soprannominano "il Forte" (the Strong). In virtù di ciò Malekith il Maledetto, signore degli Elfi Oscuri, lo sceglie per affrontare in duello il "Dio del Tuono" asgardiano Thor dopo averlo attirato in trappola nel loro regno prendendo in ostaggio Lorelei. Nonostante, nel corso del combattimento, Algrim riesca a mettere alle strette Thor, per assicurarsi la distruzione dell'asgardiano, Malekith tradisce il suo stesso guerriero e apre una botola sotto l'arena precipitando entrambi i combattenti nella lava. Sebbene Thor riesca a salvarsi grazie a Mjolnir, Algrim precipita nel magma e sopravvive solo grazie alla sua armatura incantata, che lo protegge in parte dal calore non risparmiandogli tuttavia di riportare gravi ustioni su tutto il corpo e uno shock tale da lasciarlo in uno stato di amnesia per cui risulta capace di ricordare unicamente che la causa delle sue sofferenze sia in qualche modo collegata a Thor.
Il suo ossessivo desiderio di vendetta verso l'asgardiano viene percepito dall'Arcano entità cosmica che, per divertirsi, lo guarisce dalle sue ferite, lo fonde con la sua armatura e lo rende due volte più forte di Thor conferendogli il nuovo nome di "Kurse".

### Kurse
L'Arcano trasporta poi Kurse sulla Terra dirigendolo verso New York dove si scontra con Beta Ray Bill e i Power Pack prima di riuscire a localizzare Thor e affrontarlo venendo nuovamente potenziato dall'Arcano e trovandosi con una forza pari a quattro volte quella del "Dio del Tuono"; durante il combattimento però, Kurse recupera la memoria comprendendo che il vero artefice di quanto accadutogli è Malekith, motivo per il quale l'Arcano lo teletrasporta a Hel su suggerimento di Thor che, oltre a ritenere che Malekith si trovi lì, spera in tal modo di frustrare la "Dea della Morte" Hela. Non avendo trovato l'ex-padrone, Kurse lo rintraccia nella città di Asgard nel momento in cui esso si sostituisce a Balder il Coraggioso tramite un'illusione e gli rompe il collo rivelando il suo inganno e uccidendolo.
Nuovamente soggiogato dall'ex-sovrano poiché lo aiuti, tramite complesse macchinazioni, a evadere da Hel e ritornare in vita, dopo aver compreso la verità grazie a Thor, Sif, i Tre guerrieri, Jane Foster e Hulk, Kurse riconsegna personalmente Malekith a Hela.
Nel momento in cui Malekith resuscita e si impossessa nuovamente dello "Scrigno degli Antichi Inverni" congelando Asgard e tutti i suoi abitanti, Kurse viene inizialmente ipnotizzato affinché torni ad essere un suo servitore e affronti Thor ma, in seguito, si risveglia dalla trance e contribuisce a sconfiggerlo venendo pertanto perdonato per i suoi crimini passati e accettato dagli asgardiani, che gli conferiscono la cittadinanza e il nuovo nome di "Valgoth".

### Difensore dei bambini di Asgard
Dopo aver contribuito a difendere Asgard dalle schiere del demone Surtur, Valgoth viene designato come difensore dei bambini di Asgard, mansione cui adempie tanto fedelmente da arrivare a dare la propria vita per proteggerli durante Ragnarǫk.

## Poteri e abilità
Algrim, come tutti gli Elfi Oscuri, possiede forza e resistenza sovrumane, paragonabili a quelle degli Asgardiani, oltre che velocità, agilità e riflessi ancora maggiori; grazie alla sua stazza, incredibilmente maggiore rispetto agli standard della sua specie, tali capacità fisiche sono in lui ulteriormente sviluppate. La sua trasformazione in Kurse, gli ha poi conferito più forza. Sebbene tenda a prediligere l'uso della forza bruta, è in realtà un abile combattente sia nel corpo a corpo che con le armi bianche.
Kurse possiede la capacità di percepire e localizzare i suoi nemici anche su grandi distanze nonché di vedere attraverso le illusioni e i travestimenti. La sua armatura, incantata e senziente, gli consente di vedere ogni cosa intorno a lui di modo da anticipare gli attacchi dei nemici inoltre, essendo stata fusa alla sua pelle dall'Arcano, lo rende quasi completamente invulnerabile a eccezione della debolezza condivisa da tutti i suoi simili per gli oggetti di ferro.

## Altri media

### Animazione
- Algrim (doppiato, in versione originale, da Ron Halder) è l'antagonista principale del film d'animazione direct-to-video Thor: Tales of Asgard (2011),[19] e viene presentato in veste di consigliere di Odino e unico superstite della sua non specificata specie.

### Cinema

#### Marvel Cinematic Universe
- Kurse compare come antagonista secondario nel film del Marvel Cinematic Universe Thor: The Dark World (2013), interpretato da Adewale Akinnuoye-Agbaje.[20] In tale versione Algrim, oltre ad essere di colore, è il fedele braccio destro di Malekith il Maledetto e si trasforma volontariamente in un mostruoso essere denominato "Dannato" (Kursed) tramite un dispositivo-incantesimo degli Elfi Oscuri che lo fonde alla sua armatura.

### Videogiochi
- Kurse compare come avversario in Marvel: La Grande Alleanza.
- In Marvel: Avengers Alliance, Kurse è un boss di fine livello.
- Nel MMORPG Marvel Heroes, compare Kurse.
- Kurse è presente nei videogiochi LEGO Marvel Super Heroes e LEGO Marvel's Avengers.